# Sheboygan

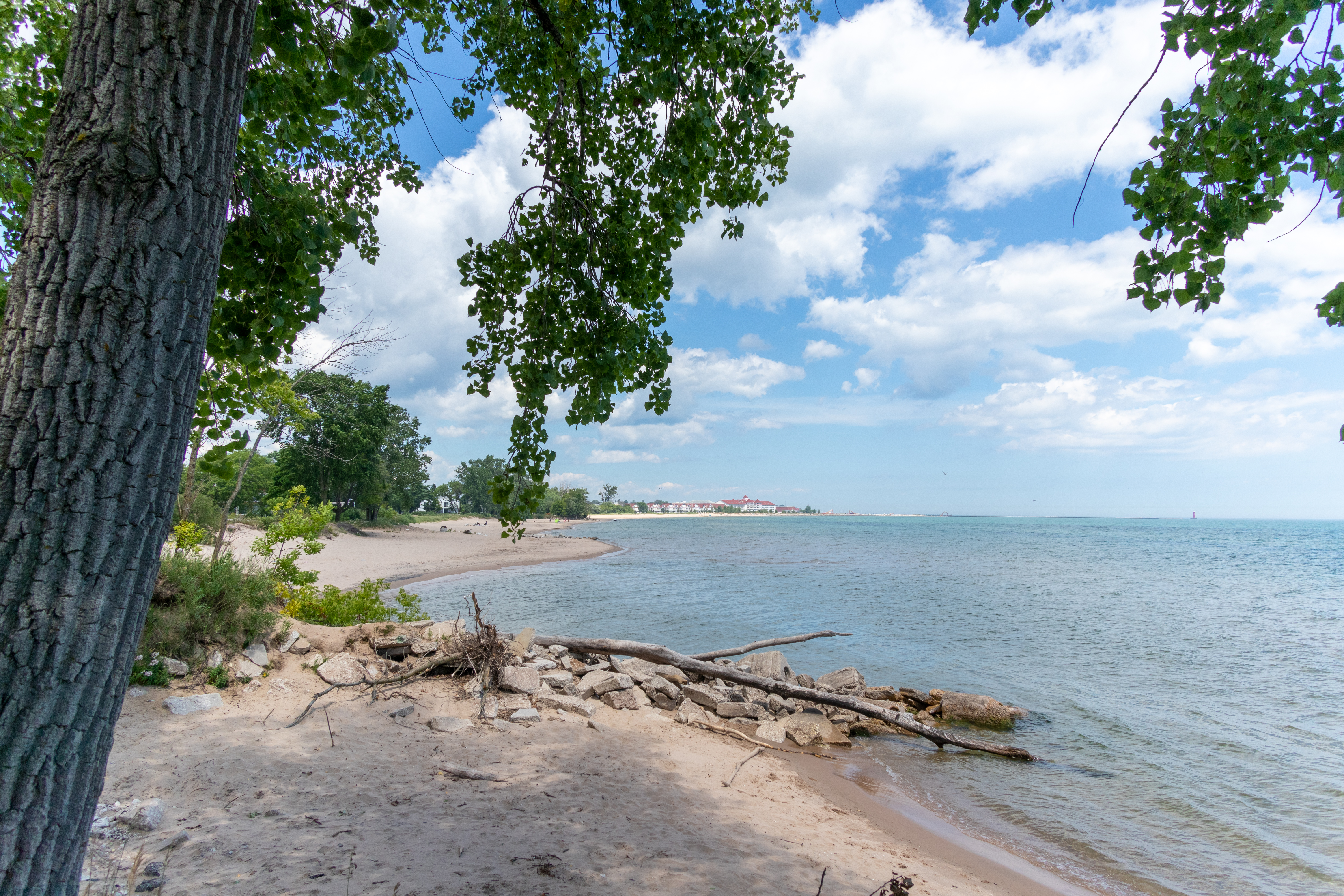
Blick auf Sheboygan vom südlichen Strand

Sheboygan ist eine Stadt (mit dem Status „City“) und Verwaltungssitz des Sheboygan County im US-amerikanischen Bundesstaat Wisconsin. Das U.S. Census Bureau ermittelte bei der Volkszählung 2020 eine Einwohnerzahl von 49,929.

## Geografie

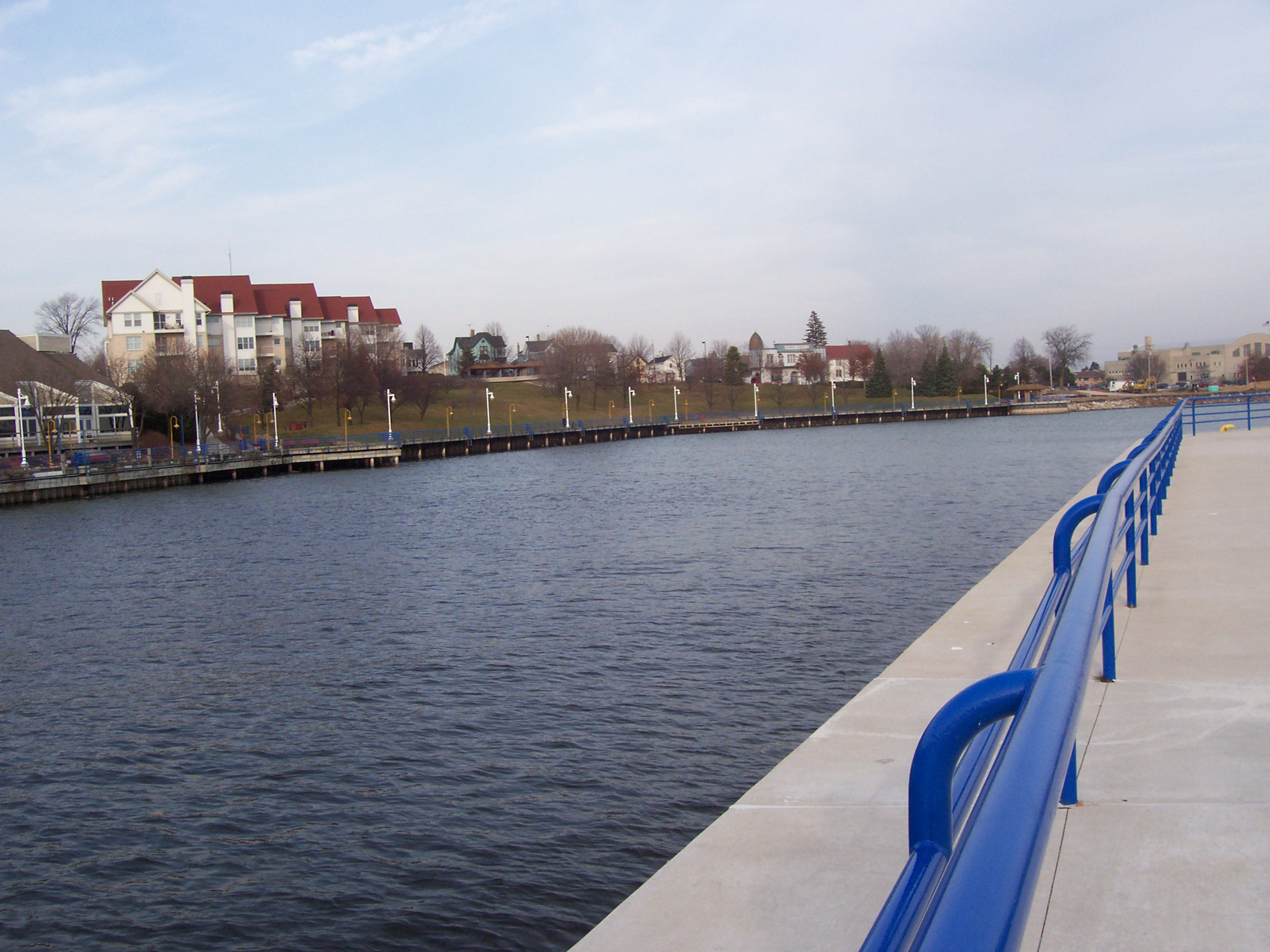
Der Sheboygan River

Sheboygan liegt an der Mündung des Sheboygan River in den Michigansee. Die Stadt liegt rund 80 km nördlich von Milwaukee.
Die geografischen Koordinaten von Sheboygan sind 43°44′59″ nördlicher Breite und 87°43′30″ westlicher Länge. Das Stadtgebiet erstreckt sich über eine Fläche von 36,4 km² und wird auf der Landseite von der Town of Sheboygan im Norden und der Town of Wilson im Süden umgeben, ohne einer davon anzugehören.
Nachbarorte von Sheboygan sind Mosel (an der nördlichen Stadtgrenze), Howards Grove (13,2 km nordwestlich), Kohler (an der westlichen Stadtgrenze), Sheboygan Falls (9 km westlich) und Oostburg (17 km südsüdwestlich).
Die nächstgelegenen größeren Städte sind Green Bay (108 km nördlich), Appleton (94,6 km nordwestlich), Wisconsins Hauptstadt Madison (182 km südwestlich), Wisconsins größte Stadt Milwaukee (91,8 km südlich) und Chicago in Illinois (237 km in der gleichen Richtung).

## Verkehr
Der Interstate Highway 43, der die kürzeste Verbindung von Milwaukee nach Green Bay bildet, verläuft in Nord-Süd-Richtung entlang der westlichen Stadtgrenze von Sheboygan. Im Stadtzentrum treffen die Wisconsin State Highways 23, 28 und 42 zusammen. Alle weiteren Straßen sind untergeordnete Landstraßen, teils unbefestigte Fahrwege sowie innerörtliche Verbindungsstraßen.
In Sheboygan treffen zwei Eisenbahnlinien für den Frachtverkehr der Union Pacific Railroad (UP) und der Wisconsin and Southern Railroad (WSOR) zusammen.
Mit dem Sheboygan County Memorial Airport befindet sich 13 km westlich ein kleiner Flugplatz. Die nächsten Verkehrsflughäfen sind der Austin Straubel International Airport in Green Bay (108 km nördlich) und der Milwaukee Mitchell International Airport in Milwaukee (102 km südlich).

## Bratwurst
Viele Einwohner Sheboygans haben deutsche Vorfahren. Sheboygan County ist bekannt für seine Bratwurst, für die auch das deutsche Wort „Bratwurst“ verwendet wird. Es findet ein jährliches Festival, die Bratwurst Days, statt, zu dem auch die Johnsonville World Bratwurst Eating Championship, ein Bratwurst-Wettessen gehört.

## Musikkonservatorium
Sheboygan ist Sitz des Sheboygan conservatory of music (Sheboygan Musikkonservatorium). Es findet Erwähnung in Billy Wilders Film „Manche mögens heiß“ als die von Tony Curtis und Jack Lemmon gespielten Musiker als Daphne und Josephine verkleidet vorgeben, dort studiert zu haben, um in der Damenkapelle von „Sweet Sue“ aufgenommen zu werden.
Ein reales Damenquartett, das 1946 in Sheboygan gegründet wurde, waren The Chordettes mit ihrem #1-Hit Mr. Sandman.

## Blue Harbor

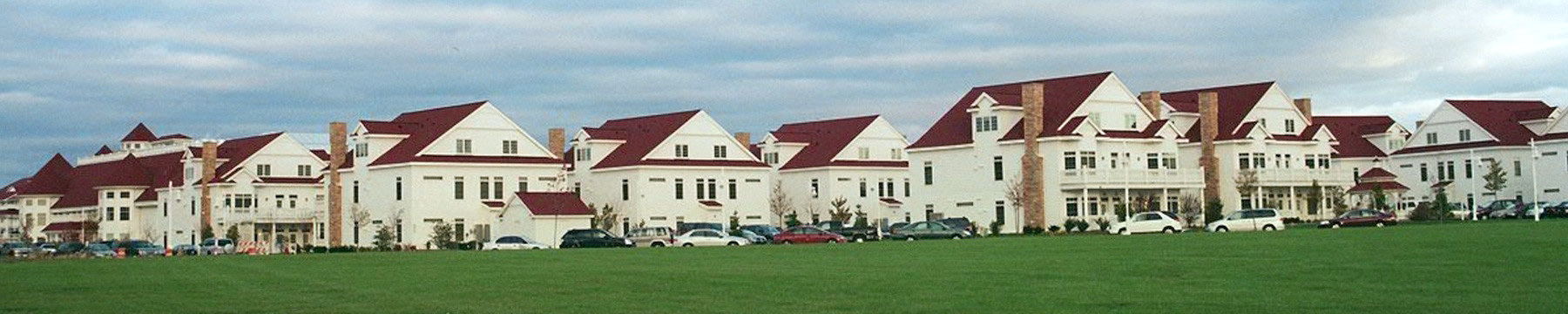
Häuser in Sheboygan, Blue Harbour

Der Blue Harbor Resort ist ein Konferenzzentrum, Vergnügungspark und Erholungscenter, welches im Sommer 2004 eröffnet wurde. Er beinhaltet einen Wasserpark mit Namen „Breaker Bay“. Der Hafen liegt auf der Halbinsel an der Mündung des Sheboygan River in den Michigansee.

## Raketenstartplatz
Seit 1995 wurden von Sheboygan diverse kleinere Raketen mit Gipfelhöhen von bis zu 3000 Metern im Rahmen des Projekts „Raketen für Schüler“ gestartet. Daneben wurden in Sheboygan auch schon Höhenforschungsraketen vom Typ Super Loki mit Gipfelhöhen von 80 Kilometern vom Florida-Weltrauminstitut gestartet.
Sheboygan wurde auch als Startplatz für Weltraumraketen vorgeschlagen, da ein großes Gebiet in der Nähe für den zivilen Luftverkehr gesperrt ist.

## Partnerstädte
Sheboygan hat mehrere Partnerstädte, darunter Esslingen am Neckar und Tsubame, Niigata, Japan. Sheboygan pflegt mit beiden Städten einen Schüleraustausch.

## Bevölkerung
Nach der Volkszählung im Jahr 2010 lebten in Sheboygan 49.288 Menschen in 20.308 Haushalten. Die Bevölkerungsdichte betrug 1369,1 Einwohner pro Quadratkilometer. In den 20.308 Haushalten lebten statistisch je 2,38 Personen.
Ethnisch betrachtet setzte sich die Bevölkerung zusammen aus 82,5 Prozent Weißen, 1,8 Prozent Afroamerikanern, 0,5 Prozent amerikanischen Ureinwohnern, 9,0 Prozent Asiaten sowie 3,6 Prozent aus anderen ethnischen Gruppen; 2,5 Prozent stammten von zwei oder mehr Ethnien ab. Unabhängig von der ethnischen Zugehörigkeit waren 9,9 Prozent der Bevölkerung spanischer oder lateinamerikanischer Abstammung.
25,3 Prozent der Bevölkerung waren unter 18 Jahre alt, 60,8 Prozent waren zwischen 18 und 64 und 13,9 Prozent waren 65 Jahre oder älter. 50,5 Prozent der Bevölkerung war weiblich.

Das mittlere jährliche Einkommen eines Haushalts lag bei 42.549 USD. Das Pro-Kopf-Einkommen betrug 21.924 USD. 12,9 Prozent der Einwohner lebten unterhalb der Armutsgrenze.

## Bekannte Bewohner
- Philip Aaholm (* 1937), Klarinettist und Musikpädagoge
- Buck Brannaman (* 1962), Pferdetrainer und Pferdeflüsterer
- Philip W. Buchen (1916–2001), Jurist
- Sam Dekker (* 1994), Basketballspieler
- Thomas Doyle (* 1944), Priester und Kirchenrechtler
- Brett Engelhardt (* 1980), Eishockeyspieler in der Deutschen Eishockey Liga
- Janet Ertel (geborene Buschmann) (1913–1988), Sängerin und Mitglied der A-cappella Girlgroup The Chordettes
- James French (* 1992), Automobilrennfahrer
- Beau Hoopman (* 1980), Ruderer und Olympiasieger im Achter 2004
- Marie Christine Kohler (1876–1943), Philanthropin
- Walter Kohler junior (1904–1976), Politiker, 33. Gouverneur von Wisconsin
- Walter Kohler senior (1875–1940), Politiker, 26. Gouverneur von Wisconsin
- Debbie Lesko (* 1958), Politikerin und Mitglied des US-Repräsentantenhauses für Arizona
- Rick Majerus (1948–2012), Basketballtrainer
- Jackie Mason (1928–2021), Schauspieler, Stand-up-Comedian, Synchronsprecher und Rabbiner
- Pat Matzdorf (* 1949), Hochspringer
- Lillian Sanderson (1866–1947), Konzertsängerin und Gesangspädagogin, hier geboren
- George Sauer junior (1943–2013), American-Football-Spieler
- Edward E. Smith (1890–1965), Science-Fiction-Schriftsteller und Chemiker
- Ric Waite (1933–2012), Kameramann

## Weiteres
- Kraftwerk Edgewater